# Prys Morgan
Prys Morgan (né en 1937) est un historien gallois.

## Biographie
Prys Morgan est né à Cardiff en 1937, fils de l'universitaire T.J. Morgan (en). Ses parents se sont rencontrés pour la première fois au National Eisteddfod of Wales en 1926. Comme son frère, Rhodri Morgan, Prys Morgan fait ses études à la Whitchurch Grammar School et au St John's College d'Oxford.
À partir de 1964, il enseigne l'histoire à l'Université de Swansea, où son père a été professeur. Il est maintenant professeur émérite de l'université.
Après sa retraite de la vie universitaire, il devient président du National Eisteddfod of Wales à Swansea, président de l'Honorable Society of Cymmrodorion et codirecteur du projet Iolo Morganwg au Centre d'études galloises et celtiques à Aberystwyth. Il est également membre fondateur de la Learned Society of Wales et membre de son conseil inaugural.

## Travaux
- Iolo Morganwg (1975)
- The Eighteenth Century Renaissance (1981)
- Wales – The Shaping of a Nation (1984)
- Bible for Wales - Beibl i Gymru (1988)
- Tempus Illustrated History of Wales (2000)